# 43-тя паралель південної широти
43-тя паралель південної широти — лінія широти, що лежить на 43 градуси південніше земної екваторіальної площини. Вона проходить через Атлантичний океан, Індійський океан, Австралазію, Тихий океан та Південну Америку.
На цій широті під час літнього сонцестояння сонце видно 15 годин 22 хвилини, а під час зимового сонцестояння — 9 годин. 21 грудня максимальна висота Сонця становить 70,4°, а 21 червня — 23,6°. 

## Список географічних об'єктів, що перетинає 43° пд. ш.
Починаючи з Гринвіцького меридіану та рухаючись на схід, 43-тя паралель південної широти проходить через:
| Координати                                                   | Країна, територія або море | Примітки                                              |
| ------------------------------------------------------------ | -------------------------- | ----------------------------------------------------- |
| 43°0′ пд. ш. 0°0′ сх. д. / 43.000° пд. ш. 0.000° сх. д.      | Атлантичний океан          |                                                       |
| 43°0′ пд. ш. 20°0′ сх. д. / 43.000° пд. ш. 20.000° сх. д.    | Індійський океан           |                                                       |
| 43°0′ пд. ш. 145°36′ сх. д. / 43.000° пд. ш. 145.600° сх. д. | Австралія                  | Проходить через Тасманію                              |
| 43°0′ пд. ш. 147°57′ сх. д. / 43.000° пд. ш. 147.950° сх. д. | Тасманове море             |                                                       |
| 43°0′ пд. ш. 170°34′ сх. д. / 43.000° пд. ш. 170.567° сх. д. | Нова Зеландія              | Проходить через Південний острів Вест-Кост Кентербері |
| 43°0′ пд. ш. 173°7′ сх. д. / 43.000° пд. ш. 173.117° сх. д.  | Тихий океан                |                                                       |
| 43°0′ пд. ш. 74°15′ зх. д. / 43.000° пд. ш. 74.250° зх. д.   | Чилі                       | Проходить через острів Чилое                          |
| 43°0′ пд. ш. 73°21′ зх. д. / 43.000° пд. ш. 73.350° зх. д.   | Затока Корковадо           |                                                       |
| 43°0′ пд. ш. 72°45′ зх. д. / 43.000° пд. ш. 72.750° зх. д.   | Чилі                       | Лос-Лагос                                             |
| 43°0′ пд. ш. 72°3′ зх. д. / 43.000° пд. ш. 72.050° зх. д.    | Аргентина                  | Чубут                                                 |
| 43°0′ пд. ш. 64°20′ зх. д. / 43.000° пд. ш. 64.333° зх. д.   | Атлантичний океан          |                                                       |